# あなたに逢いたくて〜Missing You〜/明日へと駆け出してゆこう
「あなたに逢いたくて〜Missing You〜/明日へと駆け出してゆこう」（あなたにあいたくて ミッシング・ユー／あしたへとかけだしてゆこう）は、1996年4月22日にマーキュリー・ミュージックエンタテイメントからリリースされた松田聖子の通算40枚目・両A面シングル。

## 解説
レコード会社がSony Recordsからポリグラム傘下のマーキュリー・ミュージックエンタテイメント（現：ユニバーサルミュージック・ユニバーサルシグマ）に変わり移籍後最初のシングルとしてリリースされた。
オリコン調べ、および日本レコード協会認定で自身初のミリオンセラー作品で2022年現在まで唯一のミリオンセラー・シングルとなっている。CBS・ソニーの独自集計では、1980年代当時の発表で100万枚を超えるシングルがいくつか存在している。
オリコンシングルチャートにて1988年9月7日発売「旅立ちはフリージア」以来8年ぶりに1位を記録した。
テレビ朝日系「ビートたけしのTVタックル」のエンディング・テーマ（1996年4月 - 6月）、松田が芸能界の先輩として敬愛する夏目雅子が出演するCanon「PIXEL」のイメージソングとなっていた。本曲でその年の『第47回NHK紅白歌合戦』に出場した時、松田は高熱を出しており、「当日のことはほとんど覚えていない」と後日語っている。2000年、『第51回NHK紅白歌合戦』に出場、本曲を歌唱（2回目）。2013年、『第64回NHK紅白歌合戦』に出場し、メドレー形式で本曲を歌唱（3回目）。2014年、『第65回NHK紅白歌合戦』に大トリとして出場、本曲を歌唱（4回目）。
2007年に教育芸術社が発行した高等学校の音楽教科書に本曲が掲載されている。
両A面として『明日へと駆け出してゆこう』もABC・テレビ朝日系アニメ「怪盗セイント・テール」の後期オープニングテーマであった。松田自身が本作品のファンであり、作者の立川恵も松田のファンであったことにより実現したタイアップであるが、原作が松田の楽曲『ピンクの豹』に影響を受けて構想されたことがきっかけ（詳細は同作品の項目を参照）。

## 収録内容
| 全作詞: Seiko Matsuda、全作曲: Seiko Matsuda & 小倉良、全編曲: 鳥山雄司。 |                                                                |               |                        |      |
| #                                                                         | タイトル                                                       | 作詞          | 作曲・編曲             | 時間 |
| 1.                                                                        | 「あなたに逢いたくて〜Missing You〜」                          | Seiko Matsuda | Seiko Matsuda & 小倉良 | 5:31 |
| 2.                                                                        | 「明日へと駆け出してゆこう」                                   | Seiko Matsuda | Seiko Matsuda & 小倉良 | 4:52 |
| 3.                                                                        | 「あなたに逢いたくて〜Missing You〜 （オリジナル・カラオケ）」 | Seiko Matsuda | Seiko Matsuda & 小倉良 | 5:31 |
| 4.                                                                        | 「明日へと駆け出してゆこう （オリジナル・カラオケ）」          | Seiko Matsuda | Seiko Matsuda & 小倉良 | 4:52 |
| 合計時間:                                                                 | 合計時間:                                                      | 20:46         |                        |      |

## 関連作品
- あなたに逢いたくて〜Missing You〜
  - Vanity Fair
  - Dear
  - Seiko '96-'98
  - Ballad 〜20th Anniversary
  - LOVE Seiko Matsuda 20th Anniversary Best Selection
  - Best of Best 27 (13)
  - Seiko Smile Seiko Matsuda 25th Anniversary Best Selection
  - We Love SEIKO -35th Anniversary 松田聖子究極オールタイムベスト50Songs-
- あなたに逢いたくて〜Missing You〜 (English Version)
  - Sweetest Time
- あなたに逢いたくて2004
  - Best of Best 27 (13)
  - Premium Diamond Bible
  - Diamond Bible
  - Sunshine
  - Seiko Matsuda Hit Collection Vol.2

（初回限定盤DVDにミュージック・ビデオ収録）
- - Seiko Matsuda Best Ballad
  - SEIKO STORY〜90s-00s HITS COLLECTION〜
  - Seiko Matsuda Hit Collection Vol.2
  - Seiko Matsuda 40th Anniversary Bible -bright moment-
- 明日へと駆け出してゆこう
  - Vanity Fair
  - Seiko '96-'98
  - Seiko Smile Seiko Matsuda 25th Anniversary Best Selection
  - We Love SEIKO -35th Anniversary 松田聖子究極オールタイムベスト50Songs-

## カバー
あなたに逢いたくて〜Missing You〜
- Carmen Carter - アルバム『SEIKO BALLADS 〜SWEET MEMORIES〜』（2004年4月14日）に収録。
- LISA - アルバム『Jewel Songs 〜Seiko Matsuda Tribute & Covers〜〜』（2006年12月13日）に収録。
- 稲垣潤一 - アルバム『男と女 -TWO HEARTS TWO VOICES-』（Duet with 松浦亜弥）（2008年11月19日）に収録。
- 井上昌己 - アルバム『回想録〜Calling 90's〜』（2013年3月13日）に収録。
- 島津亜矢 - アルバム『SINGER 3』（2015年10月21日）に収録。
- 篠崎愛 - アルバム『LOVE/HATE』（2017年3月22日）に収録。
- チキンガーリックステーキ - アルバム『Acapella Covers 2018』（2018年7月18日）に収録。
- 大野雄大（from Da-iCE） - アルバム『この道の先に』（2019年4月1日）に収録。
- 梶裕貴 - アルバム『VOICE〜声優たちが歌う松田聖子ソング〜 Male Edition』（2020年12月9日）に収録。
- 雨宮天 - アルバム『COVERSⅡ -Sora Amamiya favorite songs-』（2023年6月21日）に収録。